# 约维察·尼科利奇
约维察·尼科利奇（1959年7月11日—），塞尔维亚男子足球运动员。他曾代表南斯拉夫国家队参加1984年夏季奥林匹克运动会足球比赛，获得一枚铜牌。